# Hästtjärnen (Svärdsjö socken, Dalarna)
Hästtjärnen är en sjö i Falu kommun i Dalarna och ingår i Gavleåns huvudavrinningsområde.